# Larson International
Pour les articles homonymes, voir Larson.
Larson International est une entreprise américaine de construction d'attractions située à Plainview, au Texas. La compagnie possède son propre catalogue d'attractions, mais a également obtenu les droits sur les attractions conçues par Bisch-Rocco et Sellner Manufacturing.

## Histoire

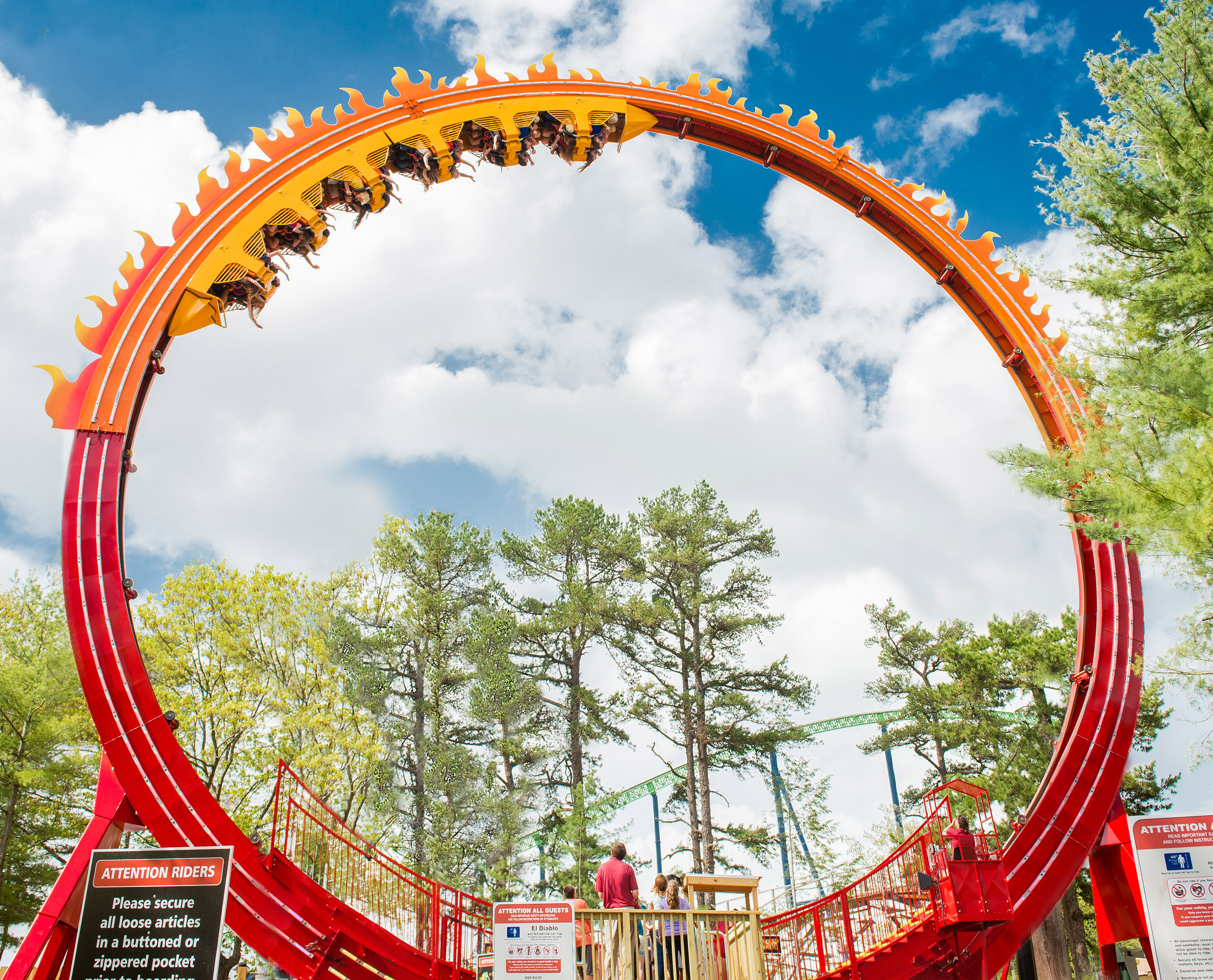
El Diablo à Six Flags Great Adventure.

Larson international a été créé en 1967 par Walter Larson. L'entreprise concevait et fabriquait à l'origine des tracteurs et outils agricoles. La compagnie commence la création de ses premières attractions en 1972.
J & S, Rides, Inc., qui exerce actuellement ses activités sous le nom de Larson International, date d'au moins 1988,. 

### Rachat de Bisch-Rocco
En février 2002, Larson International a acquis les droits des manèges Flying Scooters de Bisch-Rocco. À la fin des années 1920, Alvin Bisch et Ralph Rocco conçoivent un dispositif rotatif semblable à un manège pour l'entraînement des pilotes. Dans les années 1930, cette conception a évolué vers les Flying Scooters. Plusieurs installations ont été fabriquées par Bisch et Rocco. La première nouvelle installation de Larson International a été achetée par Great America en Californie et installée en 2002.
En 2006, la compagnie est rachetée par Jeff Novotny.

### Rachat de Sellner Manufacturing

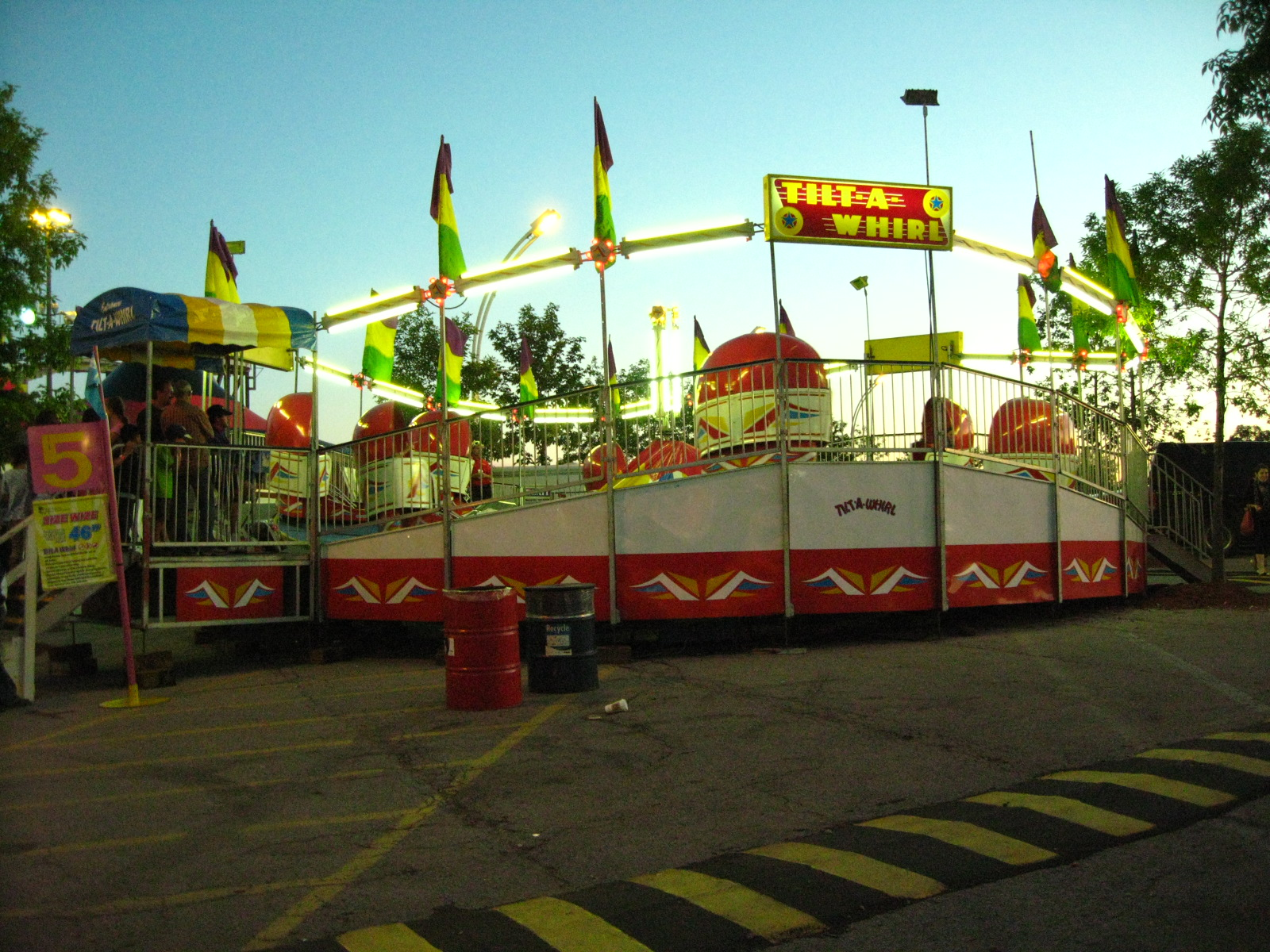
Tilt-A-Whirl, qui a fait la renommée de Sellner Manufacturing.

En janvier 2011, Larson International achète Sellner Manufacturing, une société spécialisée dans la construction de manèges basée à Faribault, dans le Minnesota,. L'entreprise a été créée en 1923 par Herbert W. Sellner. À l'époque, il fabriquait des lampes, des jouets et des tables de librairies. Il débutait la construction d'attractions en fabriquant un toboggan aquatique au début des années 1920.
La compagnie se développa et produit plusieurs modèles d'attractions dont leur plus célèbre création, le Tilt-A-Whirl, dont ils vendirent plus de 1000 modèles à travers le monde depuis sa création en 1926,. Leur catalogue comptait plus de cinquante autres manèges dont Spin the Apple, Berry Go Round, Monkey Mayhem et Jumping Jumbos.
À la fin des années 2000, Sellner Manufacturing, alors dirigée par son arrière-petite-fille Erin Sellner Ward, rencontrait des difficultés financières. La State Bank of Faribault a approché Larson International pour une éventuelle reprise. L'acquisition de Larson International a permis à la société de s'approprier tout sauf le bâtiment de Sellner. La transaction comprenait le transfert de tous les plans, des moules, des ordinateurs, du mobilier de bureau, des équipements et des machines vers l'installation à Plainview chez Larson International. 